# Römerbrücke (Jestetten)

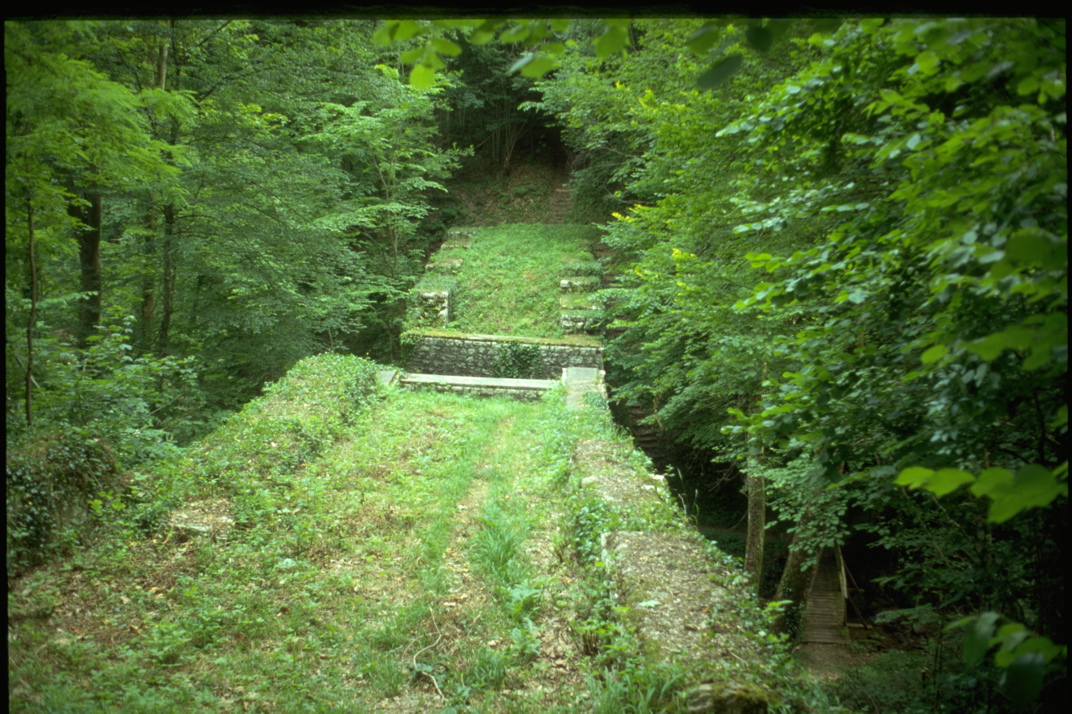
Reste der Römerbrücke

Die Römerbrücke war eine einbogige Steinbrücke über den Volkenbach bei Jestetten im Landkreis Waldshut in Baden-Württemberg, von der heute noch die restaurierten Widerlager vorhanden sind.

## Beschreibung
Die Brücke liegt in der bewaldeten Schlucht des Volkenbachs kurz vor dessen Mündung in den Hochrhein. In der Literatur und im Volksmund wird die Volkenbachbrücke als Römerbrücke bezeichnet. Sie wurde 1696 von den Schaffhauser Maurermeistern Hanß Mülleren und Beath Wilhelm Spörnlein erbaut. Auftraggeber war der Klettgauer Landgraf. Schon 50 Jahre später waren die Fundamente schadhaft und 1770 ließ die Tiengener Regierung die Benutzung der Brücke deshalb verbieten. Die Römerbrücke verfiel auch durch Abrutschungen der Bachufer und durch die große Feuchtigkeit im Volkenbachtal. Die Reste der Brücke wurden 1892, 1937/38 und 1966 durch Erhaltungsreparaturen stark verändert, ohne dass vorher wissenschaftliche Untersuchungen vorgenommen wurden. So bleiben Fragen, auch nach einer Vorgängerbrücke, offen. Eine ältere Brücke aus der Römerzeit wird heute ausgeschlossen.